# Lúcio Flávio Pinto
Lúcio Flávio de Faria Pinto (sinh ngày 23.9.1949 tại thành phố Santarém) là nhà xã hội học và nhà báo độc lập người Brasil. Ông làm việc xuất bản và là biên tập viên của tạp chí "Jornal Pessoal", xuất bản 2 tuần lễ một lần.
Trong 43 năm qua, ông đã viết các phóng sự về việc buôn bán ma túy, tình trạng phá hoại môi trường và tình trạng tham nhũng trong doanh nghiệp cũng như chính trị. Ông luôn bị đe dọa và là mục tiêu cho các bộ luật sai trái, nhằm ngăn cản ông tiếp tục công việc điều tra của mình. Ông được các nhà trí thức, các học giả và các nhà hoạt động bảo vệ môi trường coi là người quan trọng nhất nói lên sự thật về những tội phạm ở vùng Amazon.

## Giải thưởng
- Năm 2005 Lucio đã được Ủy ban bảo vệ các nhà báo trao Giải Tự do Báo chí Quốc tế.

## Tác phẩm
Các sách của Lucio Flavio Pinto đều viết bằng tiếng Bồ Đào Nha và xuất bản ở Brasil:
- Amazônia, o anteato da destruição

(Amazonia: Before the Act of Destruction)
- Amazônia: no rastro do saque (Amazonia: The Tracks of Looting)
- Carajás, o ataque ao coração da Amazônia

(Carajas: Attack at the Heart of the Amazon)
- Jari: toda a verdade sobre o projeto de Ludwig

(Jari: The Whole Truth About the Ludwig Project)
- Amazônia, a fronteira do caos (Amazonia: The Frontier of Chaos)
- Amazônia, o século perdido (Amazonia: The Forgotten Century)
- Internacionalização da Amazônia (The Internationalization of the Amazon)
- Hidrelétricas na Amazônia (Hydroelectric Dams in the Amazon)
- CVRD: a sigla do enclave na Amazônia
- Guerra amazônica (Amazonian War)
- O jornalismo na linha de tiro (Journalism on the Frontline)
- Contra o poder (Against Power)